# Vendelsysteem
Het  vendelsysteem   (in de Engelstalige literatuur meestal Eight Banners) was de militaire organisatie van eerst de Jurchen en later de Mantsjoes. Het combineerde dit militaire aspect met sociale, economische en politieke functies.  Het belang van de afzonderlijke functies kon al naargelang de omstandigheden van een periode wisselen. Het vendelsysteem was de belangrijkste militaire factor in de inname van Peking door de Mantsjoes in 1644. Het bleef een belangrijke militaire factor tot eind achttiende eeuw. Afzonderlijke vendels waren in de periode van de vroege Qing-dynastie ook de machtsbasis voor de elite van de Mantsjoes.
Het vendelsysteem had de verantwoordelijkheid voor alle zaken van de vendeltroepen, hun huishoudens, onderkomen en  economische situatie. Tot ongeveer 1800 was het een van de belangrijkste pijlers in de organisatie van de Chinese staat. Ieder lid binnen het vendelsysteem werd elke drie jaar via een telling geregistreerd. Geboorten, overlijden, veranderingen in verblijfplaats en arbeid werd gerapporteerd aan de vendelcommandanten, die ook verantwoordelijk waren voor het welzijn van iedereen in deze registers. Afdelingen van vendels vormden dan ook een economische eenheid en dat beïnvloedde economische omstandigheden op zowel lokaal als nationaal niveau.

## Achtergrond

Mantsjoerije en het meest oostelijk deel van Binnen-Mongolië

Het ontstaan van het vendelsysteem  moet gezocht worden in wat nu het uiterste noordoosten van China is, het gebied wat aangeduid wordt met de naam Mantsjoerije. Er waren vele bevolkingsgroepen in het noordoosten van China. Enkele daarvan hadden wel linguïstische en genetische overeenkomsten, maar er bestond geen overkoepelende etnische identiteit voor de clans en stammen in dit gebied. Een van die clans was de Aisin Gioro. Aisin betekent goud en wordt in het Chinese schrift geschreven met het karakter Jin. Dat was de dynastieke naam van de Jurchen die als de Jin-dynastie tussen 1115 en 1260 het noorden van China hadden beheerst. De clan claimde van die dynastie af te stammen. De clan werd eerst Aisin Guren genoemd. Guren kan in het Jurchen staat, stam, volk of hof betekenen, afhankelijk van context en omstandigheden.
Vanaf het eind van de zestiende eeuw wist de leider van de clan, Nurhaci (1559-1626), door veroveringen en sluiten van allianties de dominante leider te worden van de overige stammen van de Jurchen en andere die in het noordoosten woonden.
Personen en groepen in dit deel van het huidige China werden in die periode niet ingedeeld op basis van vermeende etniciteit, maar veel meer op basis van levensstijl, loyaliteit en taal. Han-Chinezen die het gezag van Nurhaci accepteerden, levensstijl en taal overnamen konden onderdeel van de identiteit Jurchen worden. Hetzelfde gold voor Mongolen in de gebieden die in het westen aan Mantsjoerije grensden. Ook transities van Jurchen naar Chinees kwamen voor.
Nurhaci werd opgevolgd door zijn achtste zoon Hong Taiji, (1592-1643). In 1635 formuleerde Hong Taiji dat zijn onderdanen voortaan de Mantsjoes genoemd zouden moeten worden. In de recente geschiedschrijving wordt betoogd, dat Hong Taiji om strikt politieke redenen een identiteit trachtte te creëren die hij de naam Mantsjoe gaf. Dit deed hij om de vele vaak heel verschillende stamgebonden identiteiten van de stammen van de Jurchen, maar ook andere noordoostelijke stammen te vervangen. Van die nieuwe identiteit konden ook Mongolen en Han-Chinezen deel uitmaken. In 1636 hernoemde Hong Taiji zijn dynastie en gaf haar de naam Qing.

## Het ontstaan van het vendelsysteem

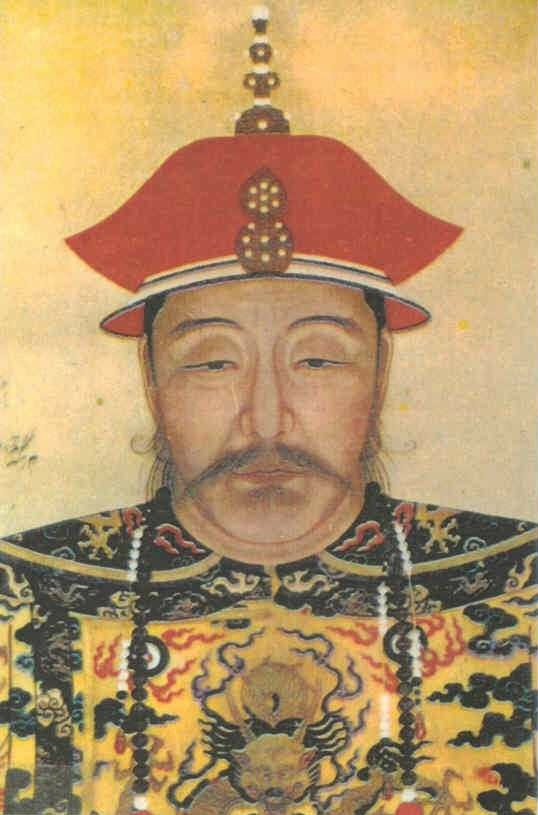
Nurhaci

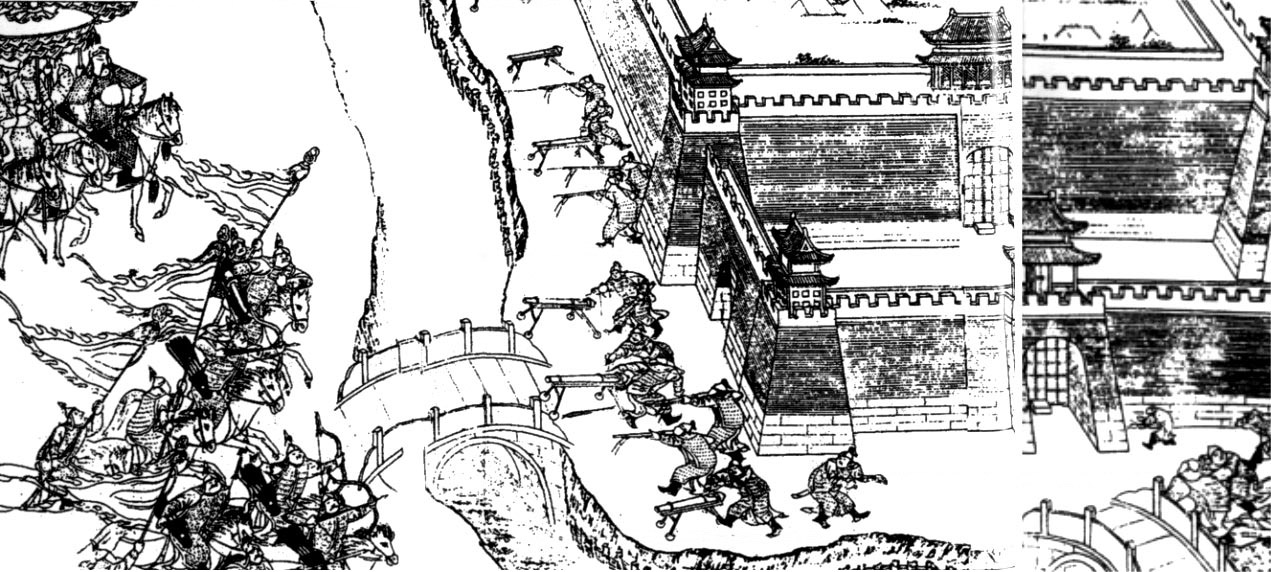
De verovering van Shenyang, de belangrijkste plaats van Liaoning

Het vendelsysteem had zijn oorsprong in de wijze waarop de Jurchen grote jachtpartijen (Mantsjoe: aba) organiseerden. Dat waren zeer grootschalige drijfjachten die meerdere dagen duurden. Kleinere jachtgezelschappen van ongeveer tien boogschutters (Mantsjoe: niru) omsingelden een groot stuk bos of grond Daarna werd de omsingeling steeds nauwer aangetrokken en de dieren, bijvoorbeeld beren en tijgers, naar plekken gedreven waar ze afgeschoten werden. De organisatie van een aba vereiste aanzienlijke coördinatie en strikte discipline. De  aba  werd dan ook gezien als een vorm van quasi-militaire manoeuvres. Deze in omvang kleine groepen niru (betekent pijl) werden het model voor de in omvang grotere militaire basiseenheden van de vendels.  Rond 1600 begon Nurhaci met het herstructureren van zijn steeds groter geworden leger in permanente compagnieën van driehonderd man. Dat karakter was nieuw in dit deel van Azië. Eenheden gingen na een veldslag of grote jachtpartij weer naar hun familie terug. Nurhaci creëerde een staande organisatie.
Er moeten oorspronkelijk vier vendels hebben bestaan, aangeduid met de kleuren geel, wit, rood en blauw. De vorming van de zogenaamde Acht Vendels wordt door de meeste historici gedateerd op 1615, waarbij een rode rand aan de vlaggen van de nieuwe vendels werd toegevoegd. (De vlag van het rode vendel kreeg een witte rand.)
In 1621 had Nurhaci het gebied van geheel Liaoning op de Ming-dynastie veroverd en van Shenyang zijn hoofdstad gemaakt. Het vendelsysteem kreeg hiermee ook een grotere economische betekenis. Iedere vendelsoldaat kreeg een stuk land toegewezen. Die grond was vrijgesteld van belasting. De soldaat hoefde ook niet zelf het land te bebouwen of exploiteren. Dat kon gedaan worden door leden van zijn familie al of niet met hulp van horigen Het systeem versterkte de identiteit van het vendelsysteem door het verder verzwakken van eerdere geografisch bepaalde banden en het voorzag in in de mogelijkheid inkomen en enig vermogen voor een vendelsoldaat op te bouwen. De vendels creëerden nieuwe vormen van loyaliteit, die de vroegere van familie- en stamverbanden oversteeg.
De verovering van Liaoning had ook de consequentie dat nu grotere aantallen etnische Han-Chinezen onder bestuur van Jurchen leefden. Het had ook tot gevolg dat de grenzen met Mongools gebied aanzienlijk groter en langer waren geworden. Die uitbreiding van het gebied betekende ook een uitbreiding van het vendelsysteem. Aanvankelijk betekende dit een uitbreiding van het aantal compagnieën binnen de toen bestaande vendels. Ook voor de verovering van Liaoning hadden Han-Chinezen en Mongolen al deel uitgemaakt van de vendels. Er was een streven naar een zekere etnische homogeniteit, want in iedere vendel waren er Chinese, Mongoolse en Mantsjoe compagnieën. Op het niveau van de vendels zelf werden meerdere etnische identiteiten in zekere mate geïntegreerd. In het decennium na 1621 was de aanwas van Chinese en Mongoolse soldaten echter van die omvang, dat aanpassingen noodzakelijk werden.

### De Mongoolse vendels
In 1622 zochten Kharachin-Mongolen bescherming bij de Mantsjoes tegen voortdurende aanvallen van Ligdan Khan, leider van de Chahar-Mongolen en laatste keizer van de Noordelijke Yuan-dynastie. Die werden ondergebracht in compagnieën die geaffilieerd waren aan het vendelsysteem. Het aantal Kharachin onder de Mantsjoes nam in de jaren daarna toe. Ook groepen Khalkha-Mongolen die waren gevlucht voor Ligdan Khan werden verbonden aan het vendelsysteem. Een aantal van ruim 3000 huishoudens van de Oirat-Mongolen die de traditionele weidegronden hadden verlaten wegens voortdurende onderlinge strijd binnen de federatie van de Oirats werd ook een het vendelsysteem gebonden.  In 1634 wist Hong Taiji  de Chahar-Mongolen te onderwerpen. Het gebied dat nu globaal het huidige Binnen-Mongolië is, werd aan zijn rijk toegevoegd. In 1635 creëerde Hong Taiji acht Mongoolse vendels.

### De Chinese vendels

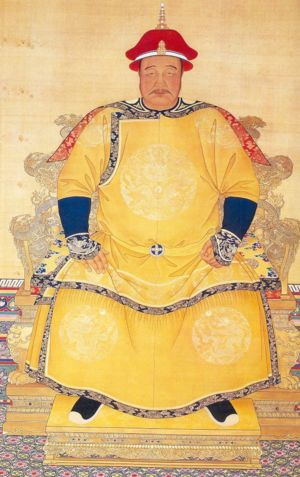
Hong Taiji

Ook Han-soldaten waren net als Mongolen eerst georganiseerd in eigen  compagnieën binnen de Mantsjoe-vendels of als een aparte strijdmacht onder eigen Chinese leiding onder supervisie van Mantsjoes. De acht Mongoolse vendels werden in een en dezelfde maatregel in 1635 gecreëerd. De opbouw van de uiteindelijk ook acht Chinese vendels verliep geleidelijker. De Jurchen hadden veel meer gemeen in culturele gewoonten met Mongolen dan met Han-Chinezen. De Mongolen waren ook veel meer dan Han-Chinezen gewend aan een militair bestaan. De Mongolen hadden zich steeds in relatief kleine groepen aangesloten bij de Mantsjoes en hadden ook relatief weinig onderlinge cohesie.
Han-Chinezen waren in omvang een veel grotere groep en Hong Taiji handelde dan ook met enige voorzichtigheid. De eerste twee Chinese vendels werden in 1637 gecreëerd. In 1639 werden dat er vier. In 1642 was het aantal van acht Chinese vendels bereikt. In totaal waren er vanaf dat jaar dus vierentwintig vendels. Het systeem als zodanig bleef echter vaak de Acht Vendels genoemd worden.
Chinese vendeltroepen konden – globaal – vier achtergronden hebben. De eerste betrof Han, die al voor de verovering van Liaoning de leefwijze van de Jurchen hadden overgenomen. De tweede groep betrof Han die na de verovering van dat gebied zich met de Jurchen hadden verbonden hadden. De derde groep bestond uit Han die in de periode na 1630 van de Ming overgelopen waren naar de Mantsjoes. Een vierde groep overlopers zou zich in 1644 tijdens en onmiddellijk na  de val van de Ming-dynastie vormen. De eerste groep kon moeiteloos de identiteit van Mantsjoe verwerven. Voor de latere groepen werd dat steeds moeilijker, hoewel tot diep in de negentiende eeuw individuele verdienstelijk geachte Han-Chinezen konden worden toegelaten tot de Mantsjoes.
De Chinese vendels hadden gedurende de eerste decennia van de Qing-dynastie een min of meer gelijkwaardige status aan die van de Mantsjoe en Mongolen. Zij beheersten uiteraard Chinees en waren daarom nuttig als intermediair gedurende de periode van de verovering van geheel China. Vanwege het feit dat zij tot het vendelsysteem behoorden werden zij aanzienlijk meer vertrouwd dan Chinese functionarissen die onder de Ming hadden gediend. Chinese vendelofficieren kregen ook snel hoge bestuurlijke functies in het land. Aan het eind van de zeventiende eeuw trad echter al een kentering in. In 1685 was het aantal regionale gouverneurs van Han-afkomst al gedaald. Meer in het algemeen werden hun kansen op aantrekkelijke banen en functies minder, ook door voortdurende kritiek op hun kwaliteiten als strijder.

### Debooi
De betekenis van het Mantsjoe woord booi wordt in de Engelstalige literatuur meestal gegeven als  bondservant, in het Nederlands meestal als slaaf. Dat kan echter onjuiste associaties oproepen. Booi waren ´´niet vrije´´ personen, die behoorden tot en gebonden waren aan een ´´huishouding´´. Het begrip booi kon qua status variëren, de mate van niet vrij zijn kon ook verschillend zijn.
Binnen de context van het vendelsysteem betrof het personen, die gebonden waren aan het huishouden van – meestal- de hoogste leidinggevenden van de vendels. Dat konden vroegere gevangengenomen personen via raids of mensen uit veroverd gebied zijn die vaak tot de armsten uit die samenleving behoorden. In zowel Mantsjoe, Mongoolse als Chinese vendels waren compagnieën booi aanwezig. De etnische herkomst van deze booi was heel divers, In de periode van de Jurchen konden dat ook Jurchen zelf zijn. Han-Chinezen vormden een groot deel van de populatie, maar ook Mongolen, Koreanen, Daur en Evenken. Eind zeventiende eeuw was er ook een compagnie Russische booi.
Het behoren tot een huishouden kon ook het behoren tot een instituut zijn. Na de periode van de keizer Shunzhi (1638-1661) werd het bestaande Departement voor de Keizerlijke Huishouding door Kangxi (1654-1722) geheel gereorganiseerd. Dat betekende het verdwijnen van de meeste eunuchen. Hun taak werd voor het grootste deel overgenomen door booi uit het vendelsysteem. Ten behoeve van de keizerlijke huishouding moesten er bedrijven geleid worden en handelscontracten worden afgesloten. Het Departement bezat eigen textielfabrieken en ook uitgeverijen. Een booi kon hierin tot belangrijke en leidinggevende functies opklimmen.

## De vendels na de periode van de verovering

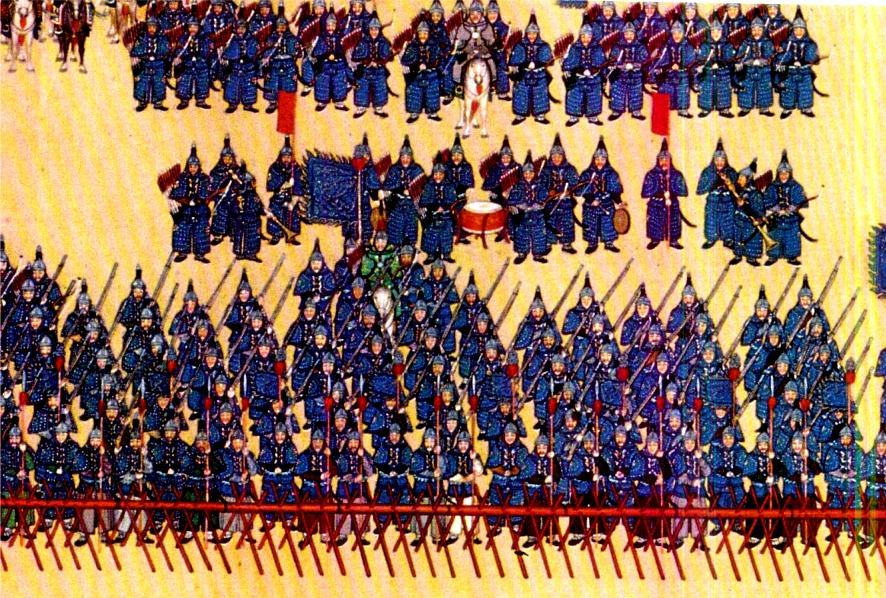
Soldaten van het Blauwe Vendel

Na de inname van Peking in 1644 speelden de vendeltroepen maar een beperkte rol in de verdere verovering van China. De Qing-dynastie had naast de vendeltroepen nog een ander staand leger, het leger van de Groene Standaard. Dat was in omvang aanzienlijk groter dan dat van de vendels. Het leger van de Groene Standaard bestond vrijwel geheel uit Han-Chinezen. De kern werd gevormd door de legers van generaals als bijvoorbeeld Wu Sangui, die direct voor en na de val de Ming-dynastie waren overgelopen naar de Mantsjoes. Het waren dus vooral etnische Chinezen, die voor de Mantsjoes China veroverden. De vendeltroepen leverden vooral logistieke steun, supervisie en werden gebruikt als reserve strijdkrachten in die campagnes.
Tijdens en na de verovering van China werden de vendeltroepen gelegerd in garnizoenen verspreid over het rijk. Dorgon, de regent na de dood van HongTaiji, begon al in 1645 met dit beleid met garnizoenen in Xi'an, Nanjing en Hangzhou. Uiteindelijk zouden er in negentien regio's dergelijke garnizoenen gecreëerd worden. Het totaal aantal garnizoenen was daar een veelvoud van.
De belangrijkste garnizoenen waren aanwezig in Peking en omgeving. De daar aanwezige vijfentwintig garnizoenen vormden een netwerk en defensief cordon, vooral gericht tegen eventuele aanvallen uit het noorden, de richting van waaruit de Mantsjoes ook zelf hun veroveringen waren begonnen. De sterkte van de garnizoenen in en rondom de stad  bedroeg ongeveer honderdduizend vendeltroepen. Deze garnizoenen bestonden uitsluitend uit vendels van Mantsjoe en Mongolen. Om ruimte te creëren dienden Han met name de binnenstad te verlaten. Het karakter van de stad in termen van zichtbare kleding, aanbod in theaters, theehuizen, van voedsel, etc. veranderde aanzienlijk. Het gebied van de Verboden Stad werd een exclusief domein van de Mantsjoes.
De vendeltroepen in de garnizoenen ontvingen een salaris, een uitkering in de vorm van een hoeveelheid graan en vaak een stuk land.  Met name de leidinggevenden  werden geacht een elite te gaan vormen die voor meerdere doeleinden ingezet kon worden, zowel op militair, administratief als bestuurlijk terrein. Dat ideaal is nooit bereikt, omdat de daarmee samenhangende kosten in termen van salaris, opleiding te hoog waren.

## Crisis in de achttiende eeuw

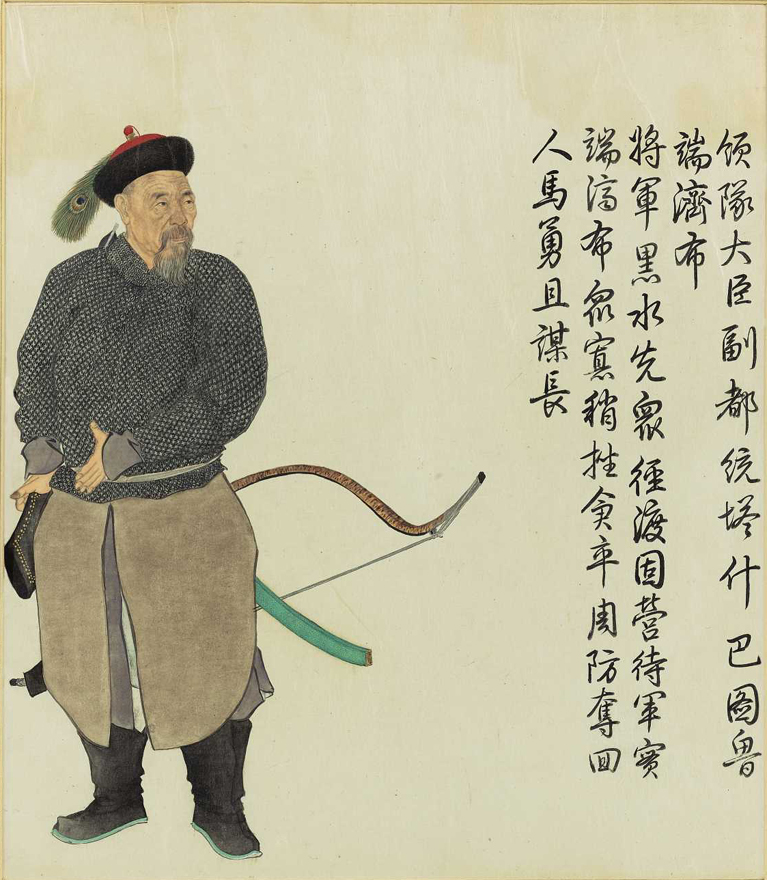
Duanjibu, een officier van het gerande gele vendel in de achttiende eeuw

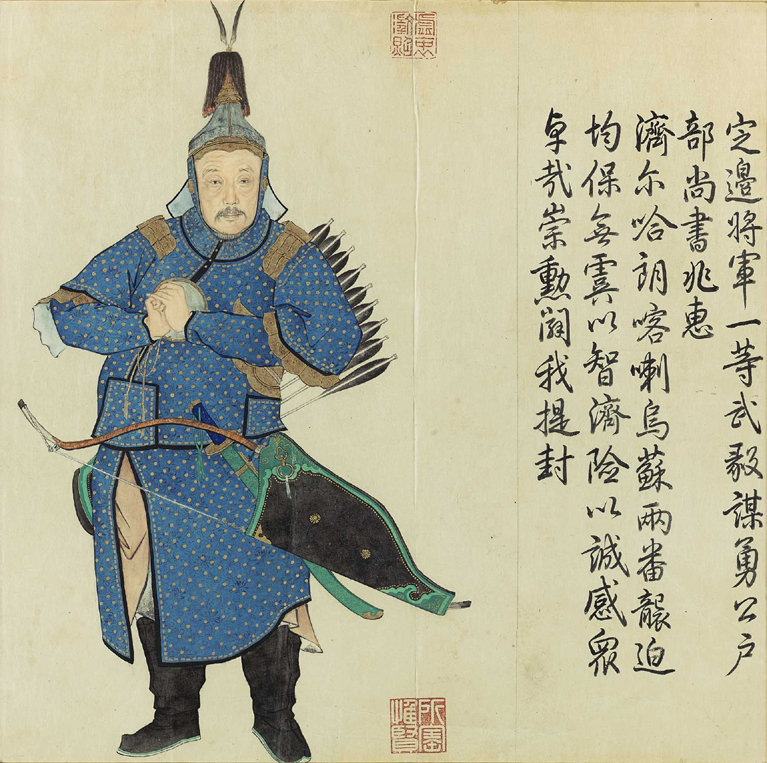
Jaohui,een vendelofficier uit de achttiende eeuw

De dynastie was er bij het legeren van de vendels in garnizoenen van uitgegaan dat de vaardigheden die noodzakelijk waren voor het kunnen strijden behouden zouden worden door training in de garnizoenen. Het ging dan om vaardigheden als bijvoorbeeld paardrijden en boogschieten. Door de dynastie werd ook behoud van het Mantsjoe als taal binnen het vendelsysteem als essentieel gezien. Al in documenten van eind zeventiende eeuw kan kritiek gevonden worden op de leefwijze van een aanzienlijk deel van de vendelsoldaten en officieren en werd aan de strijdvaardigheid van sommige onderdelen van het systeem getwijfeld.
Recent onderzoek heeft aangetoond, dat het verval van strijdvaardigheden een gedifferentieerd proces was dat per regio in mate en in periode kon verschillen. Dat onderzoek geeft echter ook aan, dat – globaal - het verval het eerst en het meest zichtbaar was in de Chinese vendels vanaf ongeveer 1685. In veel, maar lang niet alle  Mantsjoe vendels werd dat duidelijk vanaf 1730. Er zijn uit de documenten uit die periode veel verhalen te lezen over het excessieve uitgavenpatroon en de extravagante levenswijze van Mantsjoe officieren uit het vendelsysteem. Die konden zich dat veroorloven door de extra inkomsten die ze konden verwerven als gevolg van hoge bestuurlijke en administratieve functies. De Mongoolse vendels schijnen het langst hun strijdvaardigheden te hebben behouden. Europese officieren spraken nog tijdens de Taiping-opstand van midden negentiende eeuw met bewondering over hun inzet bij de strijd.
Het vendelsysteem had enkele aspecten van de  iron rice bowl  van de Volksrepubliek in de tweede helft van de twintigste eeuw. Voor de vendelsoldaten, officieren en hun huishoudens was er sprake van een staatsondersteuning ´´van de wieg tot het graf´´. Het handelde niet alleen om salaris en de opbrengst van een stuk grond, maar ook subsidies voor huisvesting, aankoop en onderhoud van wapens, paarden, pensioenen, ondersteuning voor weduwen, bijdragen in kosten voor begrafenissen en huwelijken.
Het vendelsysteem was  op erfelijke basis gebaseerd. De zoon van een vendelsoldaat nam vrijwel altijd ook dienst in een vendel. Vanaf begin achttiende eeuw slaagden er daarnaast nieuwe groepen in om zich op de  payroll  van het systeem te laten zetten.  
De studies voor het totaal aantal personen dat door het vendelsysteem onderhouden werd gaan uit van ongeveer 2,4 miljoen in 1648. In 1720 was dat opgelopen tot ongeveer 4,7 miljoen. 

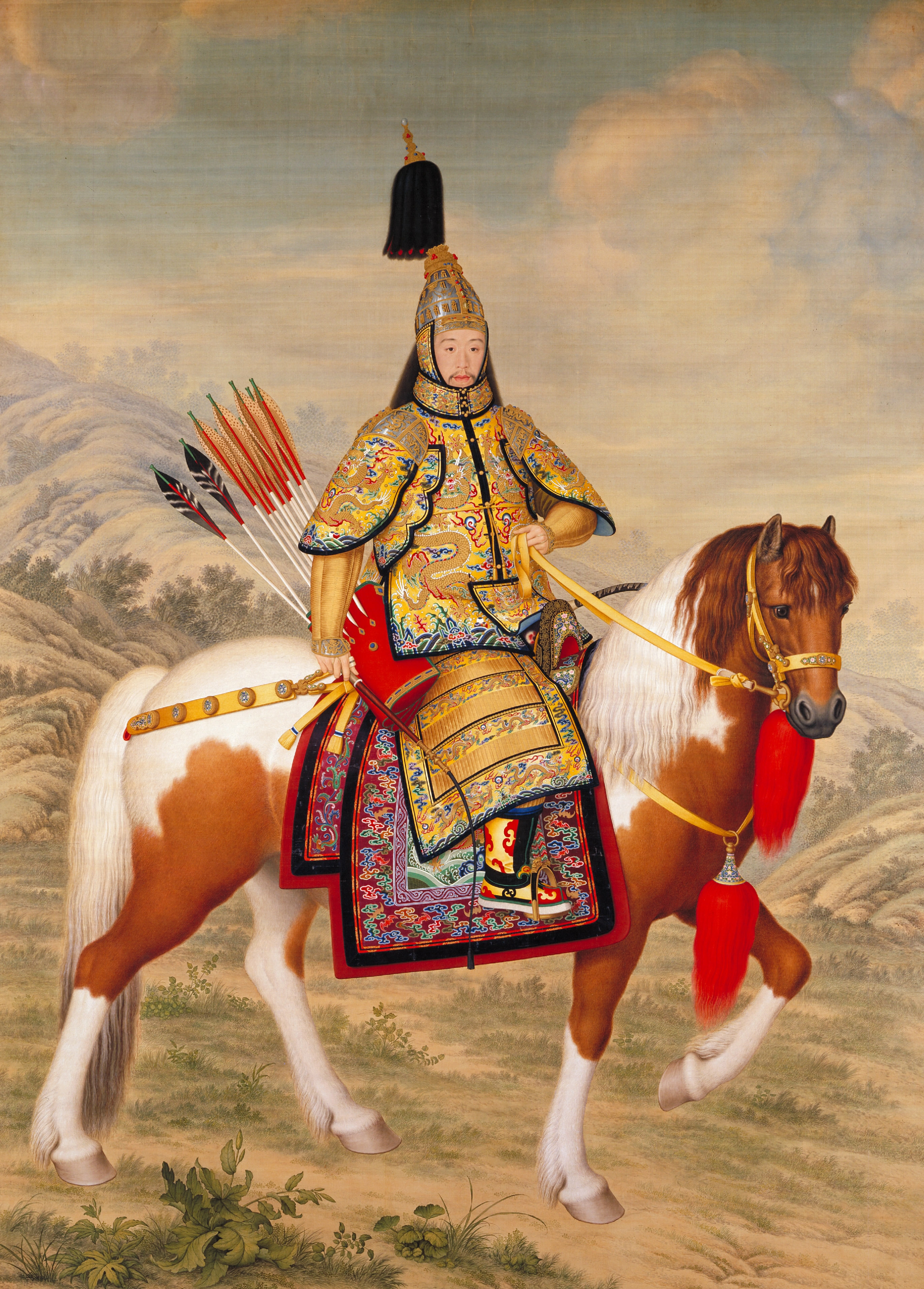
Qianlong schouwt vendeltroepen door Giuseppe Castiglione

De kosten voor de handhaving van het systeem werden dan ook hoog.  De meeste aannames voor de kosten begin achttiende eeuw komen uit op ongeveer 20% van de totale inkomsten van de staat voor een populatie die nog geen 2% van de totale bevolking in China vormde. 
Al in begin achttiende eeuw zijn er een groot aantal rapporten van functionarissen die de grote spanning tussen de al maar stijgende kosten en de afnemende strijdvaardigheid signaleren.
In 1742  herdefinieerde keizer Qianlong (1711-1799) het begrip Han-vendeltroepen. Hij verliet het standpunt van Nurhaci en Hong Taiji dat levensstijl, taal bepalend was voor de identiteit. Qianlong was van opvatting dat Han-vendeltroepen dezelfde voorouders hadden als de overige Han-bevolking. Qianlong beschreef loyaliteit als het hoogste goed met het gevolg dat hij Han-troepen die van de Ming naar de Qing waren overgelopen in feite als verraders beschouwde. Soldaten uit de Chinese vendels  dan ook meerdere malen ´´uitgenodigd´´ om het systeem te verlaten. Dat had aanvankelijk geen groot succes, maar aan het eind van de achttiende eeuw hadden ongeveer 150.000 Han-soldaten het systeem verlaten.
De verbinding tussen het begrip vendelsoldaat en zijn van Mantsjoe werd hiermee sterk geprofileerd.  Die herdefinitie is lange tijd bepalend geweest in latere geschiedschrijving. Deze poging tot het scheppen van een veel sterkere Mantsjoe-identiteit had onder het meer geletterde deel van een aantal groepen Han-Chinezen tot gevolg dat ook daar een sterkere etnische identiteit ontstond. Die heeft aanzienlijk bijgedragen tot racistische anti-Mantsjoe- gevoelens vanaf het midden van de negentiende eeuw.
Rond 1740 waren de salarissen en uitkeringen aan de vendelsoldaten op het toenmalige niveau gefixeerd. De achttiende eeuw was over het algemeen een periode van een aanzienlijke economische groei met een daarbij behorende stijging van inflatie. Het bevriezen van hun inkomen had tot resultaat dat zij achterbleven ten opzichte van de welvaartsgroei van andere groepen. Er speelde ook nog een andere factor een rol in de toenemende armoede van met name vendelsoldaten op het laagste niveau. Buiten de periode van militaire campagnes  brachten vendelsoldaten de tijd in ledigheid in de garnizoenen door. Velen raakten in schulden door gokken of andere ongewenste uitgaven. Dat kon leiden tot het moeten verkopen van het aan hen gegeven stuk grond.  Anderen zochten – min of meer illegaal – een betaalde bezigheid buiten het vendelsysteem. Het gevolg daarvan was dat militaire vaardigheden nog verder verwaarloosd werden.

## De laatste fase

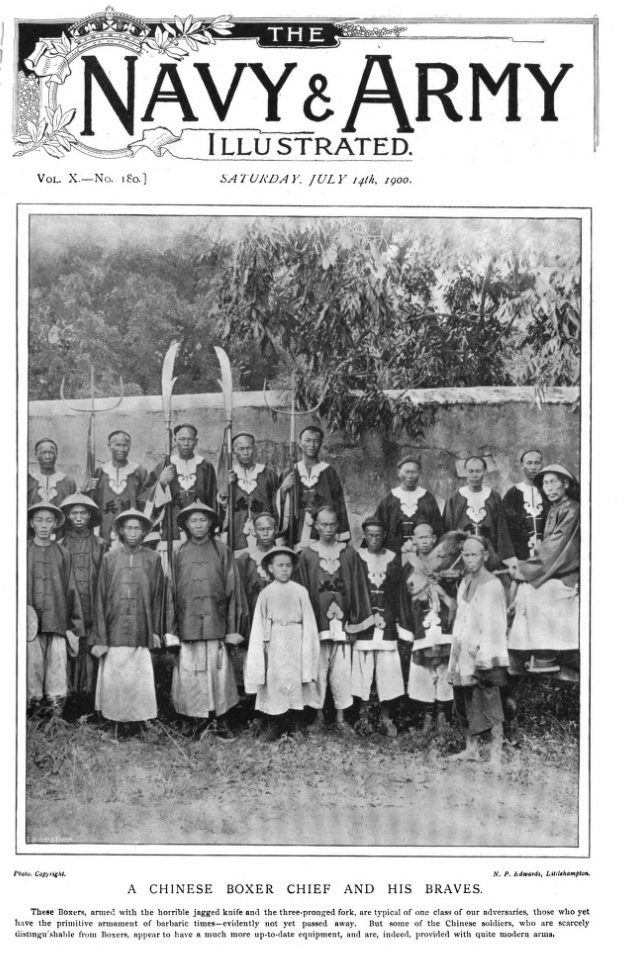
Vendelsoldaten rond 1900

De vendeltroepen waren in begin negentiende eeuw al meer een sociaal probleem dan een effectieve strijdmacht. Zowel de vendeltroepen als het leger van de Groene Standaard bleken in de negentiende eeuw niet in staat om een aantal opstanden, zoals de  Taiping-opstand, neer te slaan. Het waren vooral legers die door regionale warlords gecreëerd werden, die dit met Europese steun bewerkstelligden.
Tijdens de Bokseropstand van 1899-1901 kregen ruim 10.000 vendelsoldaten voor het eerst moderne training en wapens. Veel vendeltroepen uit Peking sloten zich bij de Boksers aan. Zij werden door de internationale strijdmacht vernietigend verslagen. De vendeltroepen leden zeer grote verliezen en de overlevenden waren gedoemd tot armoede. De opheffing van het vendelsysteem vond plaats na de val van de dynastie in 1911.
In  de huidige Volksrepubliek worden nazaten van vendelsoldaten, ongeacht hun etnische herkomst,  gerekend tot de nu officieel erkende minderheid van Mantsjoes. Het aantal daarvan bedroeg volgens een telling in 2012 haast 11 miljoen.